# I Wanna Love You Forever
I Wanna Love You Forever è una canzone pop della cantante statunitense Jessica Simpson, incisa nel 1999 e facente parte dell'album Sweet Kisses  (album di debutto della cantante).
Autori del brano sono Louis Biancaniello e Sam Watters, produttori anche del disco. Per la cantante e attrice, all'epoca diciannovenne, si trattò del singolo di debutto.
Il singolo fu disco d'oro in Svezia e disco di platino in Australia e negli Stati Uniti.

## Testo e musica
Nel testo, una donna chiede al suo uomo di dividere ogni giorno con lei e di amarla per sempre. Sin dal primo momento che lo ha visto e sin dal primo abbraccio, ha capito infatti che lui è l'uomo della sua vita.
Il testo è accompagnato da una melodia malinconica nella strofa, mentre il ritornello è molto ritmato.

## Tracce

### CD singolo (versione 1)
1. I Wanna Love You Forever 4:24

### CD singolo (versione 2)
1. I Wanna Love You Forever 4:24
2. I Wanna Love You Forever (Soul Solution Remix Radio Edit) 	4:03

### CD singolo (versione 3)
1. I Wanna Love You Forever (Soda Club Radio Mix) 4:04
2. I Wanna Love You Forever (Album Version) 	4:24
3. I Wanna Love You Forever (Soul Solution Remix Radio Edit) 	4:03

### CD singolo (versione 4)
1. I Wanna Love You Forever 	4:24
2. I Wanna Love You Forever (Soda Club Radio Edit) 4:04
3. I Wanna Love You Forever (Soul Solution Radio Edit) 4:15

### CD singolo maxi (versione 1)
1. I Wanna Love You Forever 	4:24
2. I Wanna Love You Forever (Soul Solution Remix Radio Edit) 4:03
3. I Wanna Love You Forever (Soul Solution Extended Club Vox) 9:27
4. I Wanna Love You Forever  (Soul Solution Vonus Beatz) 3:22

### CD singolo maxi (versione 2)
1. I Wanna Love You Forever - Jessica Simpson 4:24
2. Final Heartbreak - Snippet	1:09
3. Woman in Me - Snippet feat. Destiny's Child, Jessica Simpson 1:28
4. I've Got My Eyes on You - Snippet	1:00
5. Your Faith in Me - Snippet 1:29

### 45 giri
1. I Wanna Love You Forever (Soda Club Mix) 6:38
2. I Wanna Love You Forever (Soda Club Dub) 6:38

### 45 giri maxi
1. I Wanna Love You Forever (Soul Solution Extended Club Vocal Version) 9:28
2. I Wanna Love You Forever (Soul Solution Remix Radio Edit) 	4:04
3. I Wanna Love You Forever (Album Version) 	4:24
4. I Wanna Love You Forever (Soul Solution Bonus Beatz) 3:25

## Video musicale
Nel video musicale), si vede la cantante, che veste una maglietta in jeans, mentre sta facendo un servizio fotografico vicino ad un aeroplano di color rosso.
La scena si sposta poi per qualche secondo in altre location, ovvero nel backstage, dove l'interprete balla con altre ragazze (tra queste, vi è anche la sorella Ashlee Simpson), in un campo di girasoli e in mezzo ad un deserto di cactus.
Nella parte finale del video la cantante si trova invece in un palcoscenico, dove il colore predominante è l'azzurro (colore del cielo e del mare proiettato nello schermo).

## Cover
Tra i cantanti e/o gruppi che hanno eseguito una cover del brano, figurano:
- Celebrity All Stars Jam (2000)
- Countdown Mix Masters (2001)
- The Countdown Singers (2000)
- Soundalikes (2000)
- Sweet Surrender (2001)